# Мексика на зимових Паралімпійських іграх 2014
Шаблон:Мексика на Паралімпійських іграх
Мексика на зимових Паралімпійських іграх 2014 року була представлена 1 спортсменом в одному виді спорту.

## Гірськолижний спорт
Чоловіки
| Спортсмен     | Вид спорту                      | Забіг 1 | Забіг 1 | Забіг 1 | Забіг 2 | Забіг 2 | Забіг 2 | Остаточний/Всього | Остаточний/Всього | Остаточний/Всього |
| Спортсмен     | Вид спорту                      | Час     | Різн.   | Місце   | Час     | Різн.   | Місце   | Час               | Різн.             | Місце             |
| ------------- | ------------------------------- | ------- | ------- | ------- | ------- | ------- | ------- | ----------------- | ----------------- | ----------------- |
| Арлі Веласкес | швидкісний спуск, сидячи        | Н/Д     | Н/Д     | Н/Д     | Н/Д     | Н/Д     | Н/Д     | DNF               | DNF               | DNF               |
| Арлі Веласкес | супергігантський слалом, сидячи | Н/Д     | Н/Д     | Н/Д     | Н/Д     | Н/Д     | Н/Д     | 1:30.57           | +11.06            | 11                |
| Арлі Веласкес | гігантський слалом, сидячи      | 1:25.14 | +7.04   | 17      | DNF     | DNF     | DNF     | DNF               | DNF               | DNF               |